# Giovanni Battista Guarini

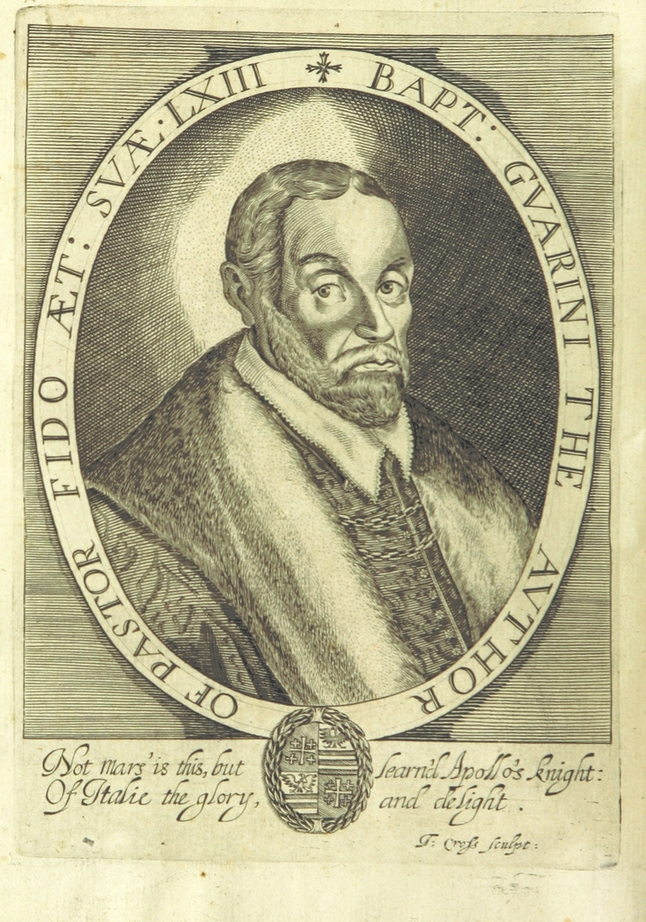
Battista Guarini

Pastor fido, 1680

Giovanni Battista Guarini (Ferrara, 10 december 1538 – Venetië, 7 oktober 1612) was een Italiaans dichter, toneelschrijver en diplomaat. Guarini schaart zich samen met Torquato Tasso en Ludovico Ariosto onder de literaire maniëristen.
Hij staat vooral bekend om zijn herdersspel Il pastor fido (letterlijk vertaald: "De Getrouwe Herder"), uit 1585. Het werk was in geheel Europa bekend en geliefd. Het werd dan ook in alle Europese talen vertaald en bewerkt. In Nederland kwam de eerste bewerking van Theodore Rodenburg in 1601, die de handelingen verplaatste naar het Haagse Bos, en het stuk De Trouwen Batavier noemt. Ook de Italiaanse componist Claudio Monteverdi baseerde verschillende van zijn teksten op Il pastor fido. Lorenzo da Ponte bewerkte het stuk tot een opera.